# Ausbruch (Band)
Ausbruch ist eine Punkband aus Aachen.

## Bandgeschichte
Gegründet wurde Ausbruch Mitte 1981 unter dem Namen „Sparmaßnahme“, was auf ihr spärliches Equipment und der Tatsache beruhte, dass niemand von ihnen vorher schon mal ein Instrument spielen konnte. Ein Jahr später benannte sich die Gruppe in Ausbruch um. Durch einen Sieg bei einem Bandwettbewerb der Rockfabrik in Übach-Palenberg konnte die Gruppe ein Tonstudio besuchen und nahm dort fünf Stücke auf, die auf den Samplern Hardcore-Power Part 2 und We Don’t Need Nuclear Force (beide von Mülleimer Records) veröffentlicht wurden. Die Gruppe erhielt einen Vertrag beim Bochumer Label Roof Music und veröffentlichte dort ihr Debütalbum Harte Zeiten (1985, 'Ausbruch 001').  Nach mehreren Auftritten mit Normahl, The Adicts und den UK Subs wurde 1989 die LP Auf alte Zeiten eingespielt, aber zunächst nicht veröffentlicht. Anschließend löste sich die Gruppe auf. Das Album Auf alte Zeiten wurde 1994 im Nachhinein von Impact Records als CD veröffentlicht.

## Wiederveröffentlichungen
Einzelne Songs wurden später wiederveröffentlicht. (I’ve got a Picture auf dem ersten Teil der Punk-Samplerreihe Schlachtrufe BRD, Deutschland brennt und Wehr Dich auf Das waren noch Zeiten (Snake Records), Deine Freiheit auf Willkommen zur Alptraummelodie II (Impact Records)).
Ein Re-Release der Harte Zeiten-LP erschien 1989 auf Rude Records als LP und 1997 als CD über A.M. Music mit geändertem Coverartwork. Schließlich wurde Harte Zeiten von Twisted Chords Records 2014 neu aufgelegt.

## Neugründung
Am 20. und 21. November 2015 fanden zwei Reunion-Konzerte im Wild Rover Aachen in Originalbesetzung statt, die aufgrund der hohen Nachfrage auf zwei Abende verteilt wurden. Seitdem geben Ausbruch mehr oder weniger regelmäßig Konzerte in Deutschland, die auf ihrer Facebook-Seite angekündigt werden. Ende 2016 wurde ein neuer Tonträger eingespielt, der bei Twisted Chords ab dem 1. September 2017 erhältlich ist.

## Diskografie
Alben
- 1985: Harte Zeiten
- 1989: Auf alte Zeiten
- 2017: Zahn der Zeit